# Apicia inficitaria
Apicia inficitaria là một loài bướm đêm trong họ Geometridae.